# Ilex warburgii
Ilex warburgii — вид квіткових рослин з родини падубових.

## Поширення
Ареал: о-ви Рюкю, Тайвань, Філіппіни.